# Pante Rambong
Pante Rambong is een bestuurslaag in het regentschap Aceh Timur van de provincie Atjeh, Indonesië. Pante Rambong telt 1580 inwoners (volkstelling 2010).